# Cartonal
El cartonal o cardonal es un instrumento de cuerda pulsada de dimensión pequeña, con 3 órdenes de cuerda sencilla, oriundo de México.
Dentro de los cordófonos tradicionales de tipo guitarra con cuerdas de un solo orden, es el más pequeño del mundo. Procede de la región huasteca potosina y veracruzana, y también se le llegó a encontrar en Hidalgo y sur de Tamaulipas. Es un instrumento muy antiguo y generalmente se toca con el rabelito, y a veces con el arpa para las danzas Tsacamson y Pulikson. Su uso es ritual. También se toca para la danza de Ayacachtinij (sonajitas) en la huasteca potosina. 

## Enlaces
- Foto de cartonal

- Datos: Q5753930